# Туровское Евангелие
Туровское Ева́нгелие («Туровские листки»; бел. Тураўскае Евангелле) — рукописное Евангелие-апракос, созданное в XI веке, текст написан кириллицей. Хранится в библиотеке Академии наук Литвы. Туровское Евангелие является одним из древнейших памятников славянской письменности.
От рукописи сохранилось только 10 листов. Они были найдены в Турове в 1865 году в ящике из-под угля двумя участниками организованной Виленским учебным округом археографической экспедиции — Н. И. Соколовым (сверхштатным учителем Виленского учебного округа) и В. В. Грязновым, учителем рисования 1-й Виленской гимназии. Рукопись поступила в Виленскую Публичную библиотеку, была изучена и издана. В 1868 году было выпущено хромолитографическое издание Евангелия, а в 1869 году в Вильне вышло исследование текста Туровского Евангелия, подготовленное П. А. Гильтебрандтом — «Туровское евангелие XI в.: 1. Краткое известие о Туровском евангелии; 2. Древний текст с современным насупротив и с отметами по Остромирову евангелию». В 1876 году И. И. Срезневский издал его в Санкт-Петербурге.
Рукопись написана уставом на пергамене каштановыми чернилами. Использованы листы размером около 22,2 см в длину и 17,8 см в ширину, разлинованные на 17-18 строк. В сохранившихся фрагментах имеются одиннадцать инициалов с буквами «О», «Р» и «В», раскрашенных синим, зелёным и красным. На двух листах сохранились две вкладные записи начала XVI века (1508 и 1513 годов) на земли туровской Преображенской церкви, дарованные ей князем Константином Острожским. Указанные вклады были подтверждены в 1731 и в 1790 годах, о чём на полях также были сделаны записи.